# Georg Meistermann

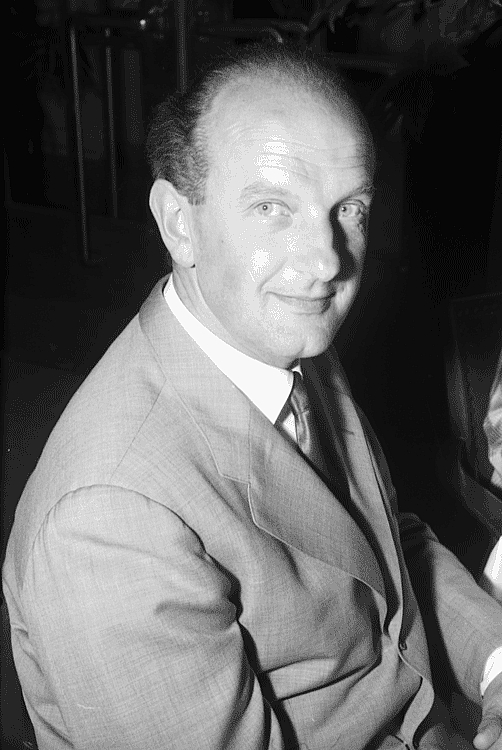
Georg Meistermann (1958)

Georg Meistermann (* 16. Juni 1911 in Solingen; † 12. Juni 1990 in Köln) war ein deutscher Maler, Zeichner und Graphiker. Er schuf über eintausend Glasfenster an rund 250 Orten in Europa. Meistermann lehrte als Professor an der Frankfurter Städelschule, an der Akademie der Bildenden Künste München und an der Kunstakademie Düsseldorf.

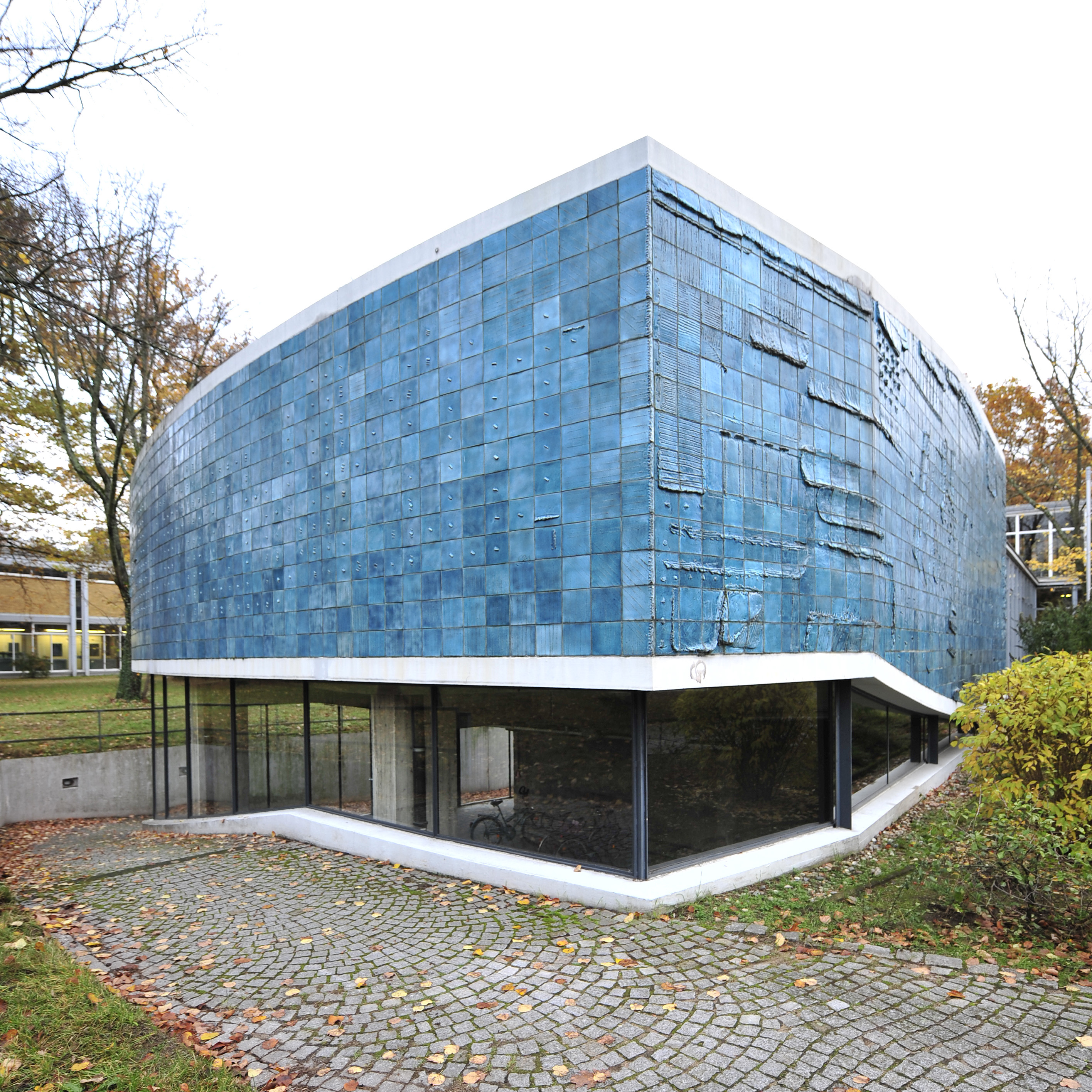
Außenwände des Hörsaals Engler-Bunte-Ring 21
in Karlsruhe, 1960/61

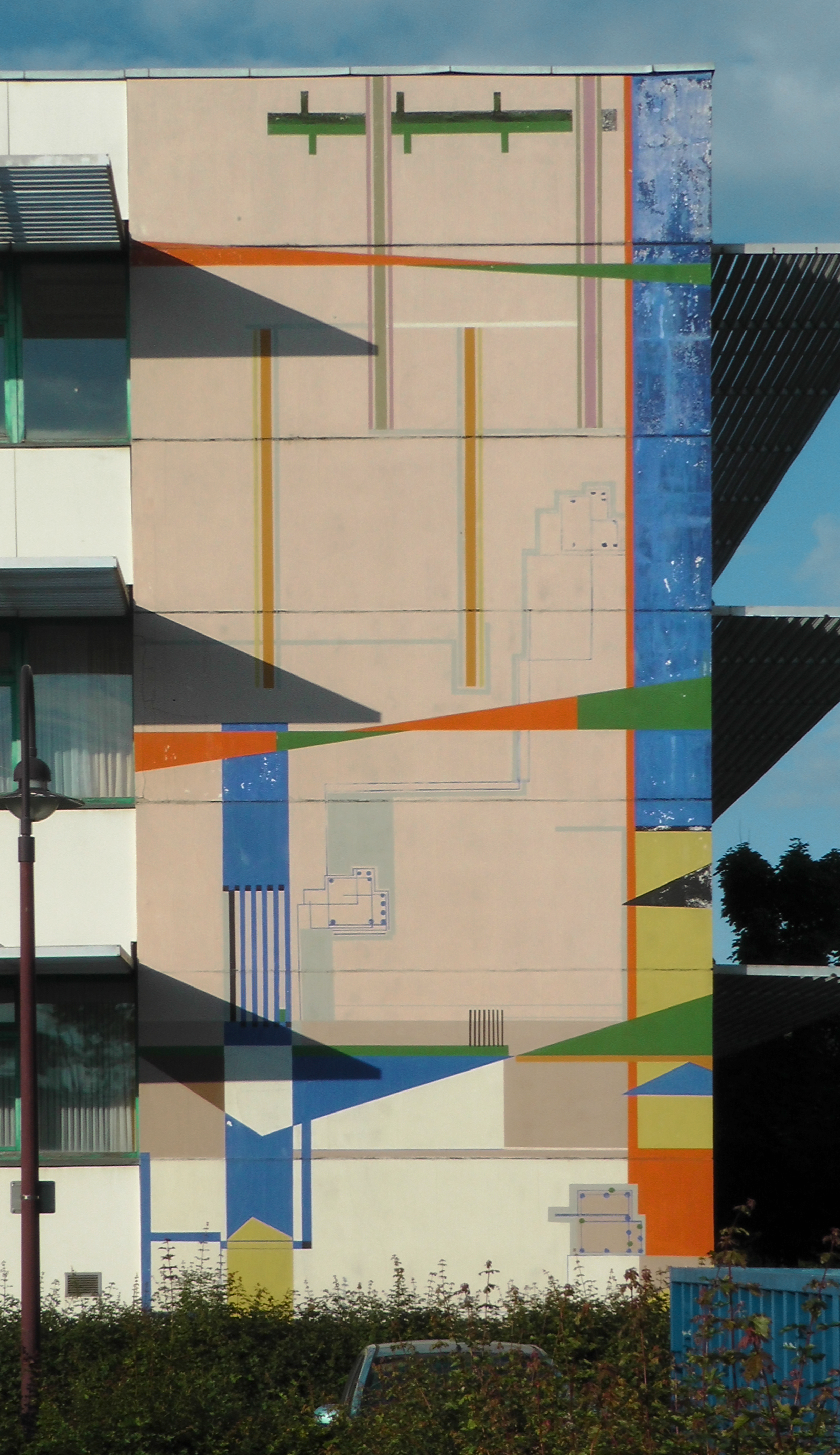
Außenfresken an der ehemaligen Unternehmenszentrale der Firma Zettelmeyer
in Konz, 1970

## Leben und Werk
Georg Meistermann verließ in der Unterprima die Schule (Gymnasium Schwertstraße Solingen), um von 1930 bis 1933 drei Wintersemester an der Kunstakademie Düsseldorf bei Werner Heuser, Heinrich Nauen und Ewald Mataré zu studieren. In der Zeit des Nationalsozialismus musste er sein Studium abbrechen und erhielt Ausstellungsverbot. Er bildete sich dann autodidaktisch weiter und arbeitete als freier Zeichenlehrer (1940–1941 auch an seiner ehemaligen Schule). Ausgehend vom Spätkubismus und beeinflusst von Alfred Manessier, entwickelte er einen zunehmend abstrakten Stil. Neben Gemälden, Porträts und Wandbildern gestaltete Meistermann seit 1937 vor allem kirchliche und profane Glasfenster. Seine ersten Glasfenster entstanden 1938 in St. Engelbert, Solingen. Sie wurden im Zweiten Weltkrieg zerstört, ebenso wie viele seiner frühen Bilder.
Nach dem Krieg fand 1946 seine erste Einzelausstellung im „Studio“ des Städtischen Museums Wuppertal statt. 1947 heiratete er die Psychoanalytikerin Edeltrud Meistermann-Seeger (1906–1999). 1948/1949 gehörte er zu den Gründungsmitgliedern der Neuen Rheinischen Sezession. 1949 siedelte er nach Köln über. Im gleichen Jahr entwarf er fünf Fenster für St. Markus in Wittlich, sein erster größerer Kirchenauftrag. Er wurde 1951 als Jurymitglied des im Vorjahr wiedergegründeten Deutschen Künstlerbundes gewählt und im Jahr darauf in den engeren Vorstand, dessen Vorsitz er von 1968 bis 1972 innehatte. 1952 entwarf er die WDR-Glaswand in Köln.
Die 240 m² große Glaswand für St. Kilian in Schweinfurt, eines der größten Kirchenfenster Deutschlands, mit dem Motiv der Ausgießung des Heiligen Geistes, entstand 1953. Es folgte die Berufung an die Frankfurter Städelschule. Im Jahr 1954 schuf Meistermann zwei wegweisende Werke: Das seinerzeit umstrittene Fresko-Altarwandbild für St. Alfons in Würzburg und vier Treppenhausfenster mit dem Motiv Die Apokalyptischen Reiter für das Alte Rathaus zu Wittlich, dem zwischenzeitlichen Georg-Meistermann-Museum. Der Teilnahme an der documenta 1 1955 folgte die Berufung an die Kunstakademie Düsseldorf.
Die erste abstrakte Gestaltung im sakralen Raum in Deutschland entstand 1957 mit der fast 300 m² großen Glaswand der Bottroper Heilig-Kreuz-Kirche. Er nahm an der documenta II in Kassel teil. 1959/1960 entwarf er die Fensterwand Der gute Hirte – Das ewige Licht für die Wittlicher Friedhofskapelle Burgstraße. 1961 entstanden drei große Fenster in dem ehemaligen evangelischen Gemeindehaus Uerdingen, Kronenstraße 17, mit dem Titel Geburt Christi, Kreuzigung und Auferstehung. Seine Darstellungen des Heiligen waren für Meistermann ein Ausdruck seiner Religiosität; ihm ging es darum, das Transzendentale durchscheinen zu lassen: „Es handelt sich ja nicht darum, im Raume des Altares Kunstwerke zu schaffen, sondern schlichte, starke, wirksame Zeichen für die Wirklichkeit Gottes.“
Ab 1960 lehrte er an der Kunstakademie Karlsruhe. Der umstrittenen Berufung waren zweijährige zähe Verhandlungen vorausgegangen, welche die Selbsteinschätzung des Künstlers erkennen lassen. So hatte Meistermann es ungeachtet vergleichsweise opulenter Zuwendungen und Ausstattung etwa zurückgewiesen, sich auf ein verbindliches Lehrdeputat verpflichten zu lassen.
Das Altarfresko für die Gedächtniskirche der deutschen Katholiken zu Ehren der Blutzeugen für Glaubens- und Gewissensfreiheit aus den Jahren 1933–1945 Maria Regina Martyrum in Berlin entstand 1963. Im Jahr darauf nahm er einen Lehrauftrag an der Akademie der Bildenden Künste in München an. In Wittlich entstand sein Fenster mit dem Auferstandenen Christus in der Friedhofskapelle Trierer Landstraße. In den Jahren von 1967 bis 1972 fungierte Meistermann als Präsident des Deutschen Künstlerbundes. Sieben weitere Fenster entstanden in Wittlich für das Hospital St. Wendelini. Inzwischen werden diese zum Teil im Georg-Meistermann-Museum Wittlich präsentiert.

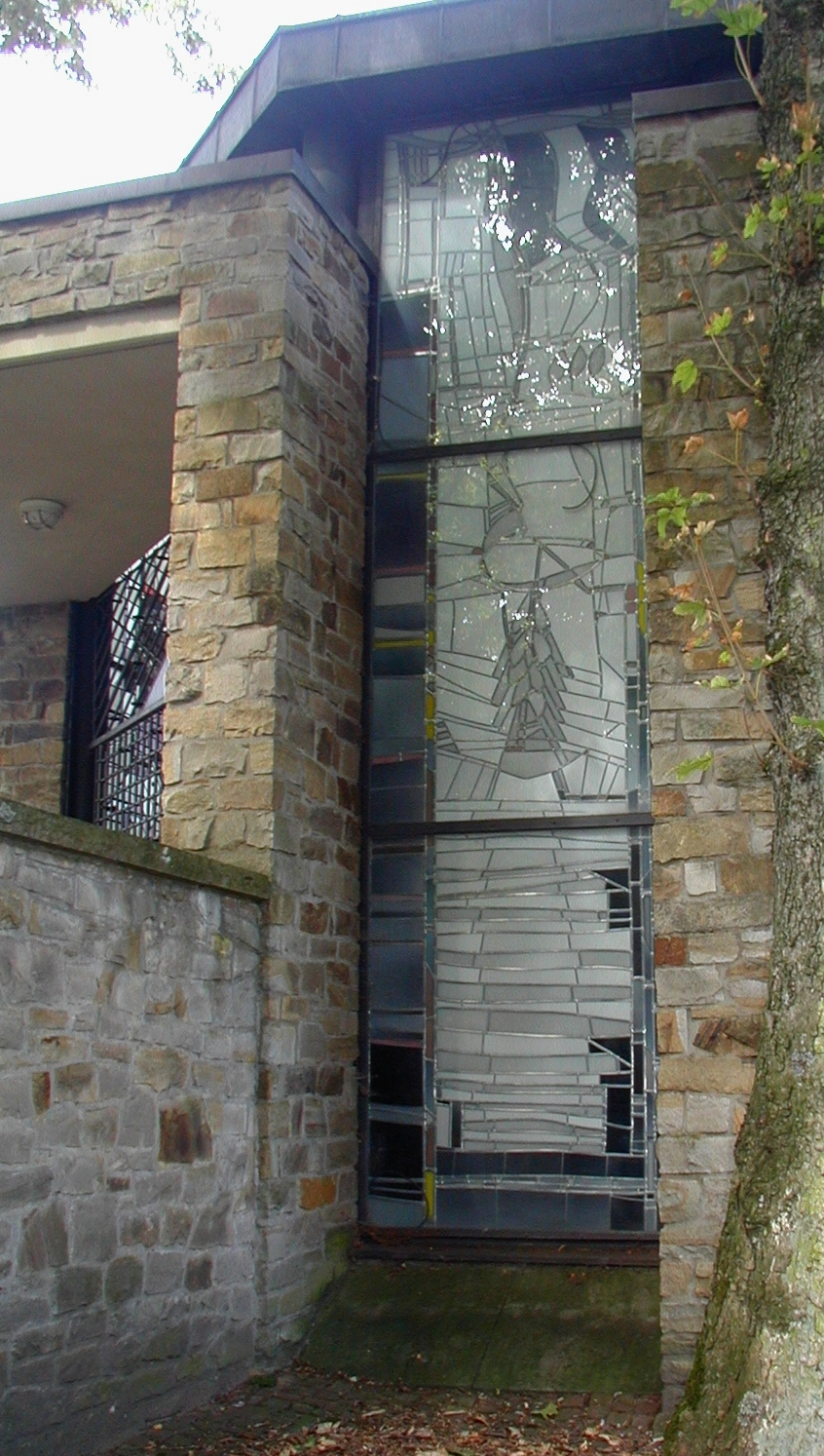
Fenster an der Trauerhalle des Laurentius-Friedhofs
in Herne-Wanne, 1990

Das umstrittene Ölbild Farbige Notizen zur Biographie des Bundeskanzlers Brandt malte Meistermann zwischen 1969 und 1973. Im Jahre 1974 malte er das Freskowandbild für das ZDF-Sendezentrum Mainz. Mit dem Staatspreis des Landes Rheinland-Pfalz für „Kunst am Bau“ wurde er 1975 ausgezeichnet. In Rom gestaltete er 1976 vier Fenster für den Campo Santo Teutonico. Auf Wunsch von Alt-Bundeskanzler Willy Brandt porträtierte er ihn 1977 für die Galerie der Bundeskanzler im Bundeskanzleramt. Das Porträt wurde von Bundeskanzler Kohl abgelehnt. Das Original-Porträt ist heute im Willy-Brandt-Forum in Unkel ausgestellt.
Als sein religiöses Testament und Krönung seiner Lebensarbeit bezeichnet Meistermann die Neugestaltung von St. Gereon zu Köln in den Jahren 1979 bis 1986. Diese Leistung wird noch überboten durch den 1985 begonnenen, erst nach seinem Tode vollendeten Fenster-Zyklus im Münsteraner Paulus-Dom, zum Thema „Lobgesang“ nach Daniel 3, 51–90. Die 17 Fenster bilden eine Symphonie in vier Sätzen, mit anschließender Erzählung und abschließender abstrakter Sentenz. Die sechs Einheiten korrespondieren jeweils mit Details der Räume des Domes: Lobpreis aus dem Feuer (Josefskapelle, Energie des Anfangs), Lobgesang durch die Geschichte hindurch (Ludgeruskapelle, Erinnerung an Kardinal von Galen, den Löwen von Münster), Lobgesang durch Tag und Nacht hindurch (Kreuzkapelle, das Kreuz als Orientierung in der Zeit), Lobpreis mit der ganzen Schöpfung (Maximuskapelle, stilisierte Palmen und Doppelung des Schmetterlings als Auferstehungs-Metamorphose), Daniel in der Löwengrube (Nördliches Fenster des Chorumgangs), Der Schlussakkord (Südliches Fenster des Chorumgangs, gegenüber der Astronomischen Uhr). Dieser Zyklus lässt sich als Einladung zur Meditation lesen, die Geistiges wie Geistliches umfassen mag, unter Meistermanns Motto „Die Leute müssen sich die Zeit nehmen, die ich mir nehme.“
Eine Übersichtsausstellung im Germanischen Nationalmuseum Nürnberg fand 1981 statt. Die letzten druckgraphischen Arbeiten entstanden in der Zusammenarbeit mit dem Drucker Manfred Klement, Bonn. In den Jahren 1989 bis 1991 entstanden ca. 120 graphische Blätter.

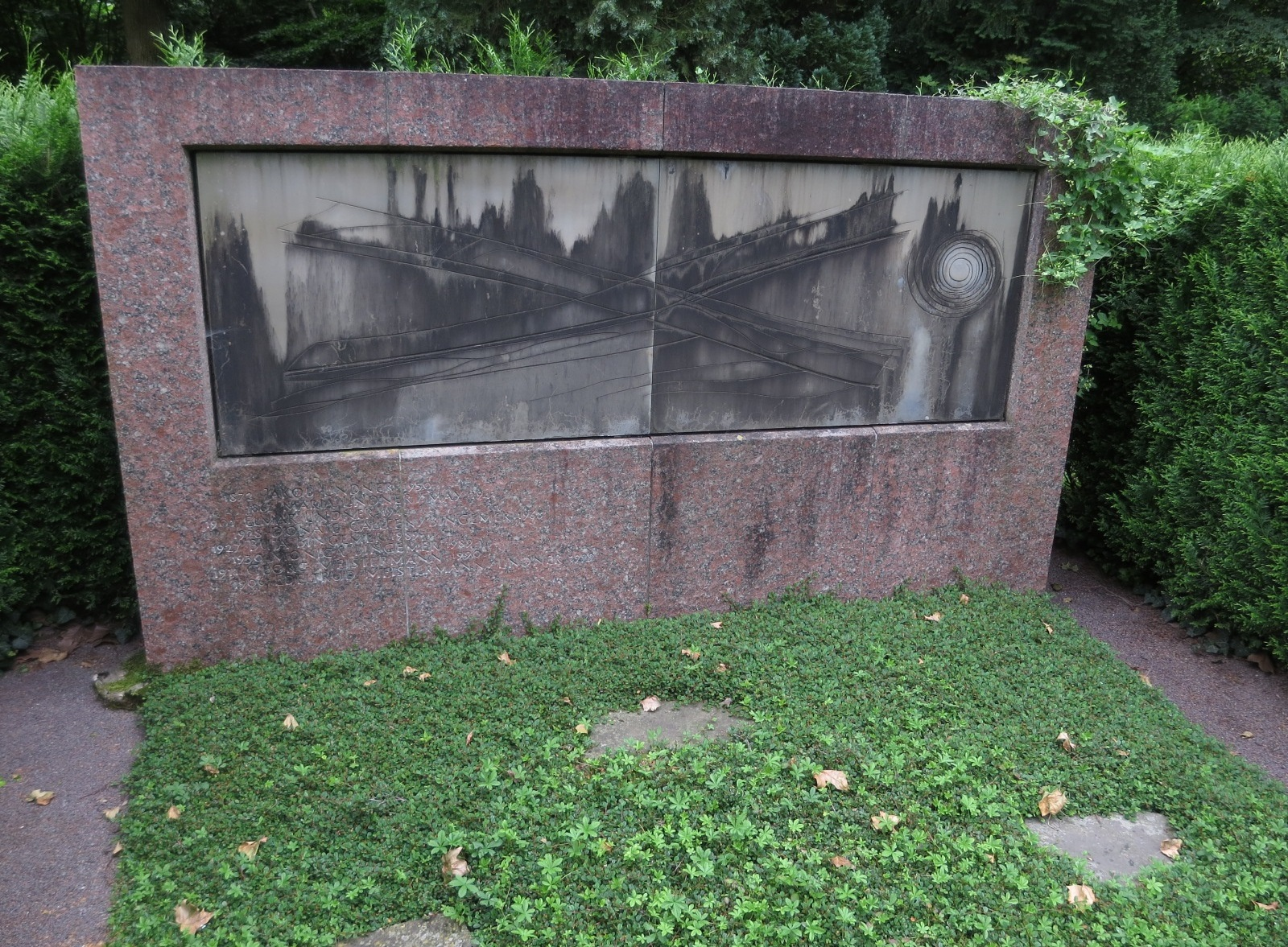
Grab nach eigenem Entwurf auf dem Kölner Friedhof Melaten

Meistermann wurde im Familiengrab auf dem Kölner Friedhof Melaten (Flur 11 (F)) beerdigt. Das Wandgrab entstand nach seinem eigenen Entwurf Schwebendes Kreuz mit Sonne.

## Ehrungen
- 1949: Karl Ernst Osthaus-Preis
- 1950: Blevin-Davis-Preis (für das Ölbild „Der neue Adam“)[9]
- 1951: Eduard von der Heydt-Kulturpreis der Stadt Wuppertal
- 1952: Stefan-Lochner-Medaille der Stadt Köln
- 1955: Großer Kunstpreis des Landes Nordrhein-Westfalen
- 1958: Erster Preis für Glasmalerei der Biennale in Salzburg
- 1959: Großes Bundesverdienstkreuz
- 1974: Kulturpreis der Stadt Solingen
- 1981: Großes Bundesverdienstkreuz mit Stern
- 1982: Slevogt-Medaille
- 1984: Romano-Guardini-Preis
- 1986: Ehrenmitglied der Kunstakademie Düsseldorf
- 1986: Verdienstorden des Landes Nordrhein-Westfalen
- 1989: Staatspreis des Landes Nordrhein-Westfalen
- 1990 Großes Bundesverdienstkreuz mit Stern und Schulterband

Posthume Ehrungen
- 1994 wurde in Wittlich das Georg-Meistermann-Museum eröffnet, 2010 wurde der Stadt Wittlich durch die Familie Meistermann das Namensrecht für Georg Meistermann entzogen und der namenlos gewordene Ausstellungsort in den ursprünglichen Namen Städtische Galerie für moderne Kunst zurückbenannt.[10][11]
- 2003 erhielt in seiner Geburtsstadt Solingen die Meistermannstraße, im Stadtteil Wald, seinen Namen.[12] Auch eine Straße in Schüller, wo er ab 1973 lebte, ist nach ihm benannt.[13]
- 2005 gab sich eine Wittlicher Schule den Namen Georg-Meistermann-Grundschule.
- Der Georg-Meistermann-Preis der Stiftung Stadt Wittlich wird in der Regel alle zwei Jahre vergeben. Er soll dazu dienen, das Andenken an Georg Meistermann und sein unerschütterliches, kritisch-konstruktives Eintreten für Demokratie und Meinungsfreiheit wach zu halten und nachfolgende Generationen anregen, diesem Beispiel zu folgen. Der Preis ist mit einer an den Stiftungszweck gebundenen Summe von 10.000 Euro dotiert. Der Preis wurde erstmals aus Anlass des 95. Geburtstages des Künstlers am 16. Juni 2006 posthum an Johannes Rau verliehen. Preisträgerin 2008 war die Vorsitzende des Zentralrats der Juden in Deutschland Charlotte Knobloch, Preisträger 2010 Karl Kardinal Lehmann, 2013 Hans-Dietrich Genscher, 2016 Herta Müller und 2018 Jean-Claude Juncker.[14]
- Das Cusanuswerk vergibt jährlich das Georg-Meistermann-Stipendium.
- 2006 wurde in Köln-Lövenich eine Straße nach ihm benannt.[15]
- 2011 zeigte das Solinger Kunstmuseum Museum Baden anlässlich des 100. Geburtstages die von Justinus Maria Calleen konzipierte Retrospektive mit dem Titel „Das Leben des Menschen ist eingehüllt in Farbe“. Der Platz vor dem Museum im Stadtteil Gräfrath, das seit 2011 den Namen Kunstmuseum Solingen trägt, wurde in Georg-Meistermann-Platz umbenannt.[16]
- 2015: Der Bildhauer und Meistermann-Schwiegersohn Heribert Calleen würdigte zum 25. Todestag von Georg Meistermann den Kölner Künstler und Kunsthistoriker Norbert Küpper mit dem von ihm gestifteten „alternativen Georg-Meistermann-Preis“ durch das Original-Künstlerexemplar der von ihm geschaffenen Georg-Meistermann-Plakette „für seine Aufklärungsarbeiten über den völkischen Künstler Hanns Scherl“ und dessen „‚biografische NS-Verleugnungen‘ in der Stadt Wittlich...“[17]

## Nachlass
Einen großen Teil des künstlerischen Nachlasses beherbergt die Städtische Galerie für moderne Kunst in Wittlich. Weiter sind in Wittlich in elf Gebäuden 40 Glasmalereien von Georg Meistermann zu sehen, unter anderem in der Pfarrkirche St. Markus.
Teile des schriftlichen Nachlasses gingen bereits 1978 an das Archiv für Bildende Kunst (heute Deutsches Kunstarchiv) im Germanischen Nationalmuseum in Nürnberg.
Meistermanns Nachlass wird von seinem Enkel, dem Kunsthistoriker und Historiker Justinus Maria Calleen, betreut und verwaltet.
Die Urheberrechte von Georg Meistermanns Werk für Veröffentlichungen werden von der Verwertungsgesellschaft Bild-Kunst (Bonn) verwaltet.